# Jørgen Barth-Jørgensen
Jørgen Barth-Jørgensen (* 15. Februar 1932 in Larvik; † 6. Dezember 2021 in Hokksund) war ein norwegischer Gewichtheber.

## Karriere
Jørgen Barth-Jørgensen gewann 1950 und 1951 die norwegische Meisterschaft in der Klasse bis 82,5 kg. Von 1952 bis 1958 wurde er ununterbrochen norwegischer Meister in der Klasse bis 90 kg. Bei den Olympischen Sommerspielen 1952 in Helsinki belegte er den 13. Platz in der Klasse bis 90 kg.